# The Queen's Gambit (episodio de Los 100)
«The Queen's Gambit» es el séptimo episodio de la séptima temporada de la serie de televisión estadounidense de ciencia ficción y drama Los 100. El episodio fue escrito por Miranda Kwok y dirigido por Lindsey Morgan, actriz que también interpreta a Raven Reyes en la serie. Fue estrenado el 1 de julio de 2020 en Estados Unidos por la cadena The CW. Emori (Luisa d'Oliveira) intenta curar las viejas heridas familiares de Sanctum mientras que Echo (Tasya Teles), Octavia (Marie Avgeropoulos) y Diyoza (Ivana Miličević) luchan con otras nuevas.

## Argumento
En Sanctum, Sheidheda desafía a Murphy a un juego de ajedrez, revelando que algo terrible está por suceder y ofreciendo información si Murphy gana; Esto demuestra ser una distracción para que Emori no tenga el apoyo de Murphy en su evento. Emori organiza una ceremonia para reunir a los Hijos de Gabriel con sus familias, pero después de que el padre de Nelson lo ataca, mata al hombre y se une a los prisioneros de Eligius para tomar el control. Aunque Nelson intenta matar a Emori, Nikki afirma que primero deben hacer demandas. En Bardo, Gabriel acepta unirse al equipo que estudia la Piedra de la Anomalía mientras Hope y su madre se unen. Echo se da cuenta de que los Discípulos están tratando de reclutarlos para la próxima guerra y lleva a sus amigas a aceptar unirse a ellos. El grupo de Clarke llega a Bardo tres meses después que el grupo de Echo, y Gabriel les revela que Bellamy está aparente muerto dejando a Clarke devastada. Con Clarke en Bardo, Anders despierta al Pastor del criosueño para anunciar la adquisición de la llave por parte de los Discípulos. El pastor se revela como Bill Cadogan, fundador y líder del culto del Segundo Amanecer.

## Elenco
- Eliza Taylor como Clarke Griffin.
- Bob Morley como Bellamy Blake.
- Marie Avgeropoulos como Octavia Blake.
- Lindsey Morgan como Raven Reyes.
- Richard Harmon como Jhon Murphy.
- Tasya Teles como Echo / Ash.
- Shannon Kook como Jordan Green.
- JR Bourne como Sheidheda.
- Chuku Modu como Dr. Gabriel Santiago.
- Shelby Flannery como Hope Diyoza.

## Recepción
En Estados Unidos, «The Queen's Gambit» fue visto por 0.64 millones de espectadores, de acuerdo con Showbuzz Daily.

### Recepción crítica
Selina Wilken para Hypable: «"The Queen's Gambit" es maravillosamente rico tanto en emoción como en mitología, y el conocimiento íntimo de Morgan de los personajes y el arte de la actuación ayuda a todos en el reparto a ofrecer actuaciones impresionantes y conmovedoras. Es un episodio que parece estructurado específicamente para adaptarse al director de un actor (o un actor-director), con múltiples cuadros individuales realizados por los artistas».